# Izel-lès-Hameau
Izel-lès-Hameau é uma comuna francesa na região administrativa de Altos da França, no departamento de Pas-de-Calais. Estende-se por uma área de 8,5 km².